# Liste der Stolpersteine in Graz (rechts der Mur)

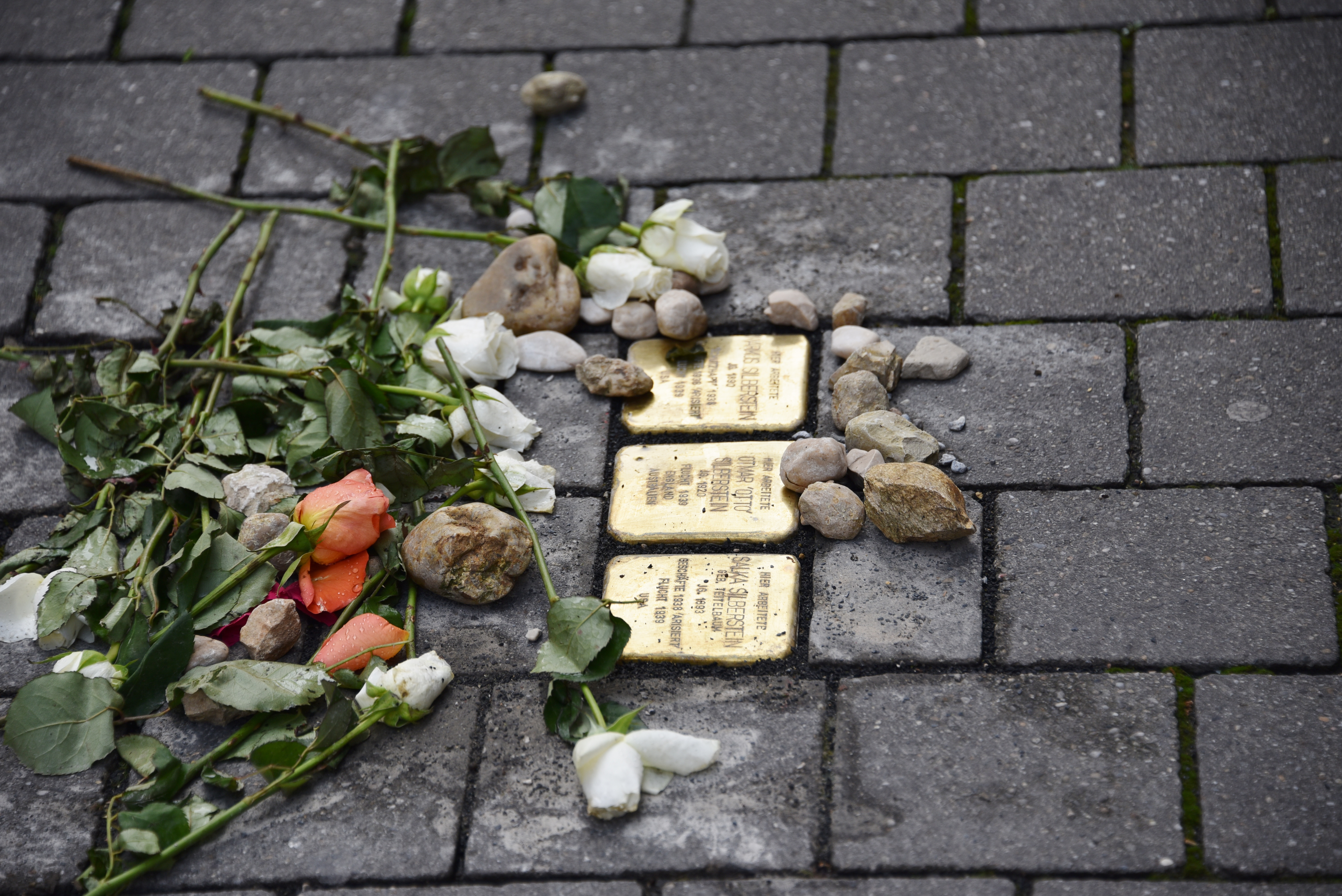
Stolpersteine für drei Mitglieder der Familie Silberstein, kurz nach der Verlegung, deren Teilnehmer Kieselsteine hingelegt haben

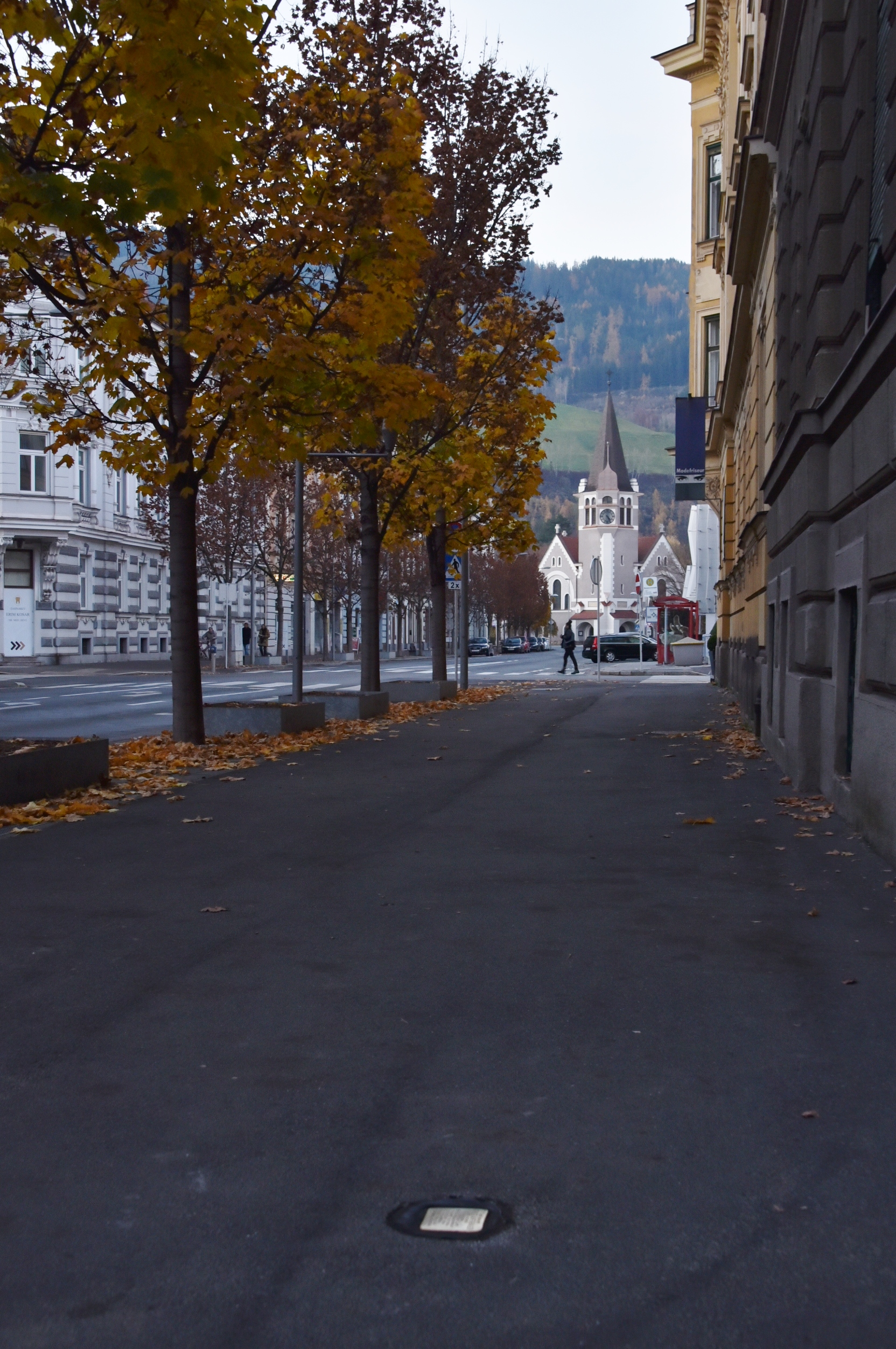
Stolperstein in Leoben

Die Liste der Stolpersteine in Graz (rechts der Mur) enthält Stolpersteine in der Stadt Graz, rechts der Mur. Stolpersteine erinnern an das Schicksal der Menschen, die von den Nationalsozialisten ermordet, deportiert, vertrieben oder in den Suizid getrieben wurden. Die Stolpersteine wurden von Gunter Demnig gefertigt, viele von ihm persönlich verlegt; Planung, Organisation und Finanzierung erfolgten durch den Verein für Gedenkkultur in Graz, zahlreiche Personen spenden die Verlegung eines Steins.
Die Stolpersteine liegen im Regelfall vor dem letzten selbst gewählten Wohnort des Opfers, fallweise auch vor dessen Arbeitsstätte oder Schule.
Der Verein für Gedenkkultur Steiermark bilanziert nach der Verlegung am 18. September 2020, dass seit 2013 in Graz 206 Stolpersteine an 71 Stellen (Adressen) verlegt wurden.

## Verlegte Stolpersteine
In der Landeshauptstadt Graz wurden 2013 bis Oktober 2021 folgende Stolpersteine – und österreichweit erstmals eine Stolperschwelle – verlegt.

### IV. Lend
Im Bezirk Lend, dem 4. Bezirk von Graz, wurden 48 Stolpersteine an sechzehn Stellen verlegt.
| Stolperstein | Inschrift | Verlegeort                                | Name, Leben |
| --- | --- | ----------------------------------------- | --- |
| | HIER ARBEITETE PATER ANSGAR BREHM JG. 1890 IM CHRISTLICHEN WIDERSTAND VERHAFTET 23.7.1941 'HEIMTÜCKE' STRAFANSTALT KARLAU ENTLASSEN 1.8.1943                             | Mariahilferplatz 3, Pfarre Mariahilf ·    | Ansgar Brehm OFM Conv., geboren am 20. Juli 1890 in Theilheim, trat mit 22 Jahren in den Minoritenorden Würzburg ein. Im Ersten Weltkrieg arbeitete er als Krankenpfleger. Er studierte Theologie in Freiburg in der Schweiz. Dort wurde er 1921 zum Priester geweiht. Von 1922 bis 1929 wirkte er als Kaplan in der Ordenspfarre Neunkirchen, ab 1929 in der Ordenspfarre Mariahilf in Graz. Wegen verschiedener Anschuldigungen wurde er im Juli 1941 durch die Gestapo verhaftet, und im Januar 1942 durch ein Sondergericht beim Landesgericht in Graz zu drei Jahren Gefängnis verurteilt. Die Haft erfolgte in der Strafanstalt Karlau. Zum 1. August 1943 wurde er begnadigt, und auf Bewährung entlassen. |
| | HIER WOHNTE KARL ENDSTRASSER JG. 1904 ZEUGE JEHOVAS KRIEGSDIENST VERWEIGERT TODESURTEIL 22.11.1939 HINGERICHTET 15.12.1939 BERLIN-PLÖTZENSEE                             | Wiener Straße 53 ·                        | Karl Endstrasser (geboren am 3. Dezember 1904) verweigerte als Zeuge Jehovas Anfang September 1939 aus Gewissensgründen den Wehrdienst. Am 21. November 1939 wurde er als einer der ersten Wehrdienstverweigerer vom Reichskriegsgericht in Berlin zum Tode verurteilt und am 15. Dezember 1939 in Berlin-Plötzensee hingerichtet. |
| | HIER WOHNTE ADOLF GERTLER JG. 1927 FLUCHT 1939 SCHWEDEN | Neubaugasse 59 ·                          | Adolf Gertler wurde 1927 als jüngstes Kind der Familie geboren, kam per Kindertransport 1939 nach Schweden, zuerst zu einer Bauernfamilie, dann zu einem jüdischen Textilgeschäftsinhaber. Gertler baute später mit einem Kompagnon selbst ein Textilgeschäft in Göteborg auf. |
| | HIER WOHNTE BERTA GERTLER JG. 1925 FLUCHT 1939 PALÄSTINA | Neubaugasse 59 ·                          | Berta Gertler (geboren 1925) erhielt erst im Dezember ein Einwanderungszertifikat für Palästina und konnte am 24. Dezember 1939 ihren Eltern und Schwestern nachfolgen. |
| | HIER WOHNTE GOLDA HENIE GERTLER GEB. BAUMGARTEN JG. 1885 FLUCHT 1939 PALÄSTINA                                                                                           | Neubaugasse 59 ·                          | Golda Gertler, geb. Baumgarten, kam 1885 in Galizien zur Welt. Sie folgte einem ihrer Brüder nach Graz, lernte Mayer (Max) Gertler (geboren 1884, ebenfalls aus der Gegend um die Stadt Drohobycz) kennen, ihre Hochzeit fand 1913 statt. Max war Soldat im Ersten Weltkrieg. Golda Gertler arbeitete in einer Kantine und kümmerte sich um die Töchter Klara (geboren 1915) und Sally (geboren 1917). Rückkehr nach Galizien, Geburt der Töchter Laura (geboren 1921) und Berta (geboren 1925). Wieder nach Graz, Geburt von Adolf (geboren 1927), wohnten in der Idlhofgasse, dann Neubaugasse; Familienbetrieb Textilfachgeschäft in der Mariahilferstraße. Max wurde inhaftiert, kam nach Dachau und mit Ausreiseverpflichtung wieder zurück. Wegen des Alterslimits von mindestens 15 Jahren für den Transport nach Palästina, wurde der 12-jährige Max 1939 nach Schweden geschickt. Sally (22) floh nach England. Berta (14) bekam erst später ein Zertifikat, nach Palästina reisen zu dürfen und folgte im Dezember 1939. Mutter Golda, Vater Mayer Max mit den Töchtern Klara und Laura reisten Juni 1939 per „Lisl“-Schiffstransport nach Palästina. |
| | HIER WOHNTE KLARA GERTLER JG. 1915 FLUCHT 1939 PALÄSTINA | Neubaugasse 59 ·                          | Klara Gertler (geboren 1915) musste im Juni 1939 mit Eltern und Schwester nach Palästina flüchten. |
| | HIER WOHNTE LAURA GERTLER JG. 1921 FLUCHT 1939 PALÄSTINA | Neubaugasse 59 ·                          | Laura Gertler (geboren 1921) musste im Juni 1939 mit Eltern und Schwester nach Palästina flüchten. |
| | HIER WOHNTE MAX MAYER GERTLER JG. 1884 VERHAFTET NOV. 1938 DACHAU FLUCHT 1939 PALÄSTINA                                                                                  | Neubaugasse 59 ·                          | Max Mayer Gertler (geboren 1884) stammte aus der Nähe von Drohobycz, Galizien. 1913 heiratete er in Graz Golda Baumgarten. Als Soldat im Ersten Weltkrieg. Max wurde inhaftiert, kam nach Dachau und mit Ausreiseverpflichtung wieder zurück nach Graz. Gemeinsam mit seiner gesamten Familie gelang ihm die Ausreise nach Palästina. |
| | HIER WOHNTE SALLY GERTLER JG. 1917 FLUCHT 1939 ENGLAND | Neubaugasse 59 ·                          | Sally Gertler (geboren 1917) floh 1939 (bevor ihre Eltern und zwei Schwestern Juni 1939 nach Palästina fahren konnten) als einzelne ihrer Familie nach England. Dort arbeitete sie als Dienstmädchen. |
| | HIER WOHNTE ANNA JAGODA GEB. STEINER JG. 1906 SCHICKSAL UNBEKANNT | Ghegagasse 34 ·                           | Anna Jagoda |
| | HIER WOHNTE GERTRUD (GERTI) JAGODA JG. 1929 FLUCHT 1939 CHILE | Ghegagasse 34 ·                           | Gertrud Jagoda |
| | HIER WOHNTE EGON JAGODA JG. 1931 FLUCHT 1939 CHILE | Ghegagasse 34 ·                           | Egon Jagoda |
| | HIER WOHNTE SAMUEL JAGODA JG. 1892 VERHAFTET DACHAU ENTLASSEN FLUCHT JUGOSLAWIEN DEPORTIERT 4.8.1941 DARUVAR, JASENOVAC ERMORDET                                         | Ghegagasse 34 ·                           | Samuel Jagoda |
| | HIER WOHNTE CHRISTINE (CHRISTL) KLEMENTSCHITZ GEB. KRUŽÍK (KRUSCHNIK) JG. 1889 IM WIDERSTAND / SP / KP VERHAFTET 24.9.1944 DEPORTIERT RAVENSBRÜCK ERMORDET 12.11.1944    | Annenstraße 30 ·                          | Christine Klementschitz |
| | HIER WOHNTE ERNST KLEMENTSCHITZ JG. 1881 IM WIDERSTAND / SP / KP VERHAFTET 1.9.1939 DEPORTIERT 10.9.1939 BUCHENWALD BEFREIT                                              | Annenstraße 30 ·                          | Ernst Klementschitz |
| | HIER WOHNTE GERTRUDE KOHN GEB. SALZBERGER UNFREIWILLIG VERZOGEN 1938 WIEN DEPORTIERT 20.5.1942 MALY TROSTINEC ERMORDET 26.5.1942                                         | Strauchergasse 19 ·                       | Gertrude Kohn |
| | HIER WOHNTE HERBERT KOHN JG. 1912 FLUCHT 1938 SCHWEIZ 1940 DOMINIKAN. REPUBLIK                                                                                           | Strauchergasse 19 ·                       | Herbert Kohn, Sohn von Ludwig und Gertrude Kohn |
| | HIER WOHNTE LUDWIG KOHN JG. 1879 UNFREIWILLIG VERZOGEN 1938 WIEN DEPORTIERT 20.5.1942 MALY TROSTINEC ERMORDET 26.5.1942                                                  | Strauchergasse 19 ·                       | Ludwig Kohn |
| | HIER WOHNTE WALTER KOHN JG. 1908 SPANIENKÄMPFER 1937 INTERN. BRIGADE INTERNIERT 1939 SAINT CYPRIEN, GURS LE VERNET RIVESALTES, DJELFA EMIGRIERT 1944 UDSSR RÜCKKEHR 1945 | Strauchergasse 19 ·                       | Walter Kohn, Sohn von Ludwig und Gertrude Kohn |
| | HIER WOHNTE ING. ADOLF LACHS JG. 1864 UNFREIWILLIG VERZOGEN 15.1.1939 DEPORTIERT 10.7.1942 THERESIENSTADT ERMORDET 26.9.1942                                             | Volksgartenstraße 18 ·                    | Adolf Lachs (geboren am 28. Dezember 1864 in Wlachowitz / Ungarisch Brod, Mähren) absolvierte 1890 die Technische Hochschule in Wien als Ingenieur für Bauwesen. Ab 1891 arbeitete er bei der Südbahngesellschaft, im August 1907 wurde er als Oberingenieur nach Graz versetzt und wohnte dort in der Volksgartenstraße 18. 1923 ging er als Zentralinspektor in Pension. Als 74-Jähriger mussten er und seine erblindete Frau Melanie Graz verlassen und wurden nach Wien gebracht, wo sie in Sammelwohnungen leben mussten. Am 10. Juli 1942 wurde Lachs ins KZ Theresienstadt deportiert, wo er am 26. September 1942 umkam. Ihrem Sohn Ernst Lachs, geboren 1904, Magistratsoberkommissär in Wien, gelang es mit seiner Frau Minna Lachs und ihrem Sohn Thomas im September 1938 ohne Visum in die Schweiz zu fliehen. |
| | HIER WOHNTE MELANIE LACHS UNFREIWILLIG VERZOGEN 15.1.1939 DEPORTIERT 10.7.1942 THERESIENSTADT ERMORDET 18.10.1944 AUSCHWITZ                                              | Volksgartenstraße 18 ·                    | Melanie Lachs, geb. Berger (geboren am 31. Mai 1882 in Wallachisch Meseritsch / Valašské Meziříčí, Mähren) heiratete 1903 in Mürzzuschlag Adolf Lachs, wurde mit ihrem Mann nach Wien gebracht und wie er am 10. Juli 1942 ins KZ Theresienstadt deportiert. Am 16. Oktober 1944 wurde sie ins KZ Auschwitz überstellt und dort am 18. Oktober 1944 ermordet. |
| | HIER WOHNTE ARTUR LICHTENSTEIN JG. 1925 UNFREIWILLIG VERZOGEN 1939 WIEN DEPORTIERT 1942 MALY TROSTINEC ERMORDET 4.9.1942                                                 | Hans-Resel-Gasse 3 ·                      | Artur Lichtenstein (1925–1942) |
| | HIER WOHNTE DAVID LICHTENSTEIN JG. 1895 FLUCHT 1939 POLEN, SOWJETUNION TOT 1942                                                                                          | Hans-Resel-Gasse 3 ·                      | David Lichtenstein (1895–1942) |
| | HIER WOHNTE ELLA LICHTENSTEIN GEB. BERGSTEIN JG. 1895 FLUCHT 1939 POLEN, SOWJETUNION TOT 1942                                                                            | Hans-Resel-Gasse 3 ·                      | Ella Lichtenstein, geborene Bergstein (1895–1942) |
| | HIER WOHNTE HERTA LICHTENSTEIN JG. 1934 KINDERTRANSPORT 1939 SCHWEDEN | Hans-Resel-Gasse 3 ·                      | Herta Lichtenstein, später verheiratete Liebl (1934–) |
| | HIER WOHNTE NORBERT LICHTENSTEIN JG. 1895 KINDERTRANSPORT 1939 SCHWEDEN                                                                                                  | Hans-Resel-Gasse 3 ·                      | Norbert Lichtenstein (1931–) |
| | HIER LEBTE FRITZ MARSCH JG. 1894 IM SOZIALISTISCHEN WIDERSTAND VERHAFTET 3.4.1945 SS KASERNE WETZELSDORF ERMORDET 3.4.1945                                               | Fellingergasse 3 ·                        | Fritz Marsch wurde am 5. Mai 1894 in Graz geboren. Er war im sozialistischen Widerstand tätig, wurde – unklar wann – verhaftet, am 3. April 1945, also 35 Tage vor Kriegsende mit 13 Mithäftlingen unter paarweiser Fesselung per Autos abgeholt. Vorwiegend Personen (Gewerkschafter und Widerstandskämpfer), die im Widerstand mit Fritz Marsch zusammengearbeitet hatten. In der damaligen SS-Kaserne in Wetzelsdorf, der heutigen Belgierkaserne, ermordet und vermutlich dort in einem Bombenkrater verscharrt. Im Dezember 2005 wurde beim Kaserneneingang ein Gedenkstein für die NS-Opfer gesetzt, in der Folge vom Verteidigungsministerium eine Kommission eingesetzt, die die Bombentrichter untersuchte, die dann als Gedächtnishain mit einem Gedenkstein markiert wurden. Der gleichnamige Sohn Fritz Marsch wurde Nationalratsabgeordneter und war von 1970 bis 1987 Zentralsekretär der SPÖ. |
| | | Südtiroler Platz 10 ·                     | Hertha Mandl-Narodoslavsky |
| | HIER WOHNTE KLEMENTINE NARODOSLAVSKY JG. 1897 EINGEWIESEN APRIL 1936 SONDERKRANKENHAUS 'VERLEGT' JANUAR 1941 SCHLOSS HARTHEIM ERMORDET 24.1.1941                         | Südtiroler Platz 10 ·                     | Klementine Narodoslavsky (geboren am 22. November 1887 in Graz) begann eine Lehre als Hutmacherin, musste diese aber abbrechen als sie fast erblindete. Nachdem sie ihre Sehkraft zurückgewann, arbeitete sie zunächst als Hilfsarbeiterin und später als Kanzleihilfskraft. Sie ging eine Lebensgemeinschaft mit dem verheirateten Militärbediensteten Oskar Kreisler ein (eine Scheidung war damals nicht möglich) und bekam zwei Kinder: Hertha (geboren 1923) und Alfred (geboren 1932). Ab April 1936 wurde sie als psychisch Erkrankte vom LKH Graz ins Landesnervenkrankenhaus Feldhof (heute LKH Graz II Standort Süd) überstellt. Wahrscheinlich am 18. oder 19. Jänner 1941 wurde sie nach Linz-Niederhart und weiter am 20. Jänner 1941 in die Tötungsanstalt Hartheim überstellt. Ihrem Bruder, der täglich aus Linz anreiste, um seine in Gefahr gewusste Schwester abzuholen, wurde ein Besuch unter dem Vorwand, dass angeblich eine Epidemie in der Anstalt ausgebrochen wäre, verwehrt. Laut Sterbeurkunde ist sie am 24. Jänner 1941 an „Herzschlag in akutem Erregungszustand“ „verstorben“. Anzunehmen ist, dass Klementine wie tausende andere in Hartheim mit Giftgas ermordet wurde. Todesdaten wurden dort systematisch auch im Datum gefälscht, um die Zeitpunkte zu streuen und um betrügerisch Geld von Kostenträgern für angeblich längeren Aufenthalt zu bekommen. Vgl. Aktion T4. |
| | HIER WOHNTE JOHANNA SCHUNKO GEB. LAGEISCHEK JG. 1868 ZEUGIN JEHOVAS VERHAFTET 8.11.1939 GEFÄNGNIS GRAZ ENTLASSEN 15.12.1939                                              | Grüne Gasse 43                            | Johanna Schunko |
| Bild gesucht Der Benutzer GeorgDerReisende ( Diskussion ) wünscht sich an dieser Stelle ein Bild vom Ort mit diesen Koordinaten 47.074538 15.425273 . Motiv: Weißeneggergasse 11: der Stolperstein für Helene Serfecz, die Lage und das Haus Falls du dabei helfen möchtest, erklärt die Anleitung , wie das geht. BW | HIER WOHNTE HELENE SERFECZ GEB. WRIESSNEGGER JG. 1886 IM WIDERSTAND ROTE GEWERKSCHAFT VERHAFTET AUG. 1942 'VORBEREITUNG HOCHVERRAT‘ HINGERICHTET 13.9.1943 GRAZ          | Weißeneggergasse 11 ·                     | Helene Serfecz, In XIV. Eggenberg gibt es einen Helene-Serfecz-Platz |
| | HIER WOHNTE OLGA SIAK JG. 1906 ZEUGIN JEHOVAS VERHAFTET 8.11.1939 GEFÄNGNIS GRAZ ENTLASSEN 15.12.1939                                                                    | Grüne Gasse 43                            | Olga Siak |
| | HIER ARBEITETE MARKUS SILBERSTEIN JG. 1890 'SCHUTZHAFT' 1938 GESCHÄFTE 1938 'ARISIERT' FLUCHT 1939 USA                                                                   | Mariahilfer Straße 3 ·                    | Markus Silberstein, ehem. Modehaus Silberstein |
| | HIER ARBEITETE OTMAR 'OTTO' SILBERSTEIN JG. 1920 FLUCHT 1939 ENGLAND AUSTRALIEN                                                                                          | Mariahilfer Straße 3 ·                    | Otmar Silberstein, ehem. Modehaus Silberstein, Sohn Otmar |
| | HIER ARBEITETE SALKA SILBERSTEIN GEB. TEITELBAUM JG. 1893 GESCHÄFTE 1938 'ARISIERT' FLUCHT 1939 USA                                                                      | Mariahilfer Straße 3 ·                    | Salka Silberstein, ehem. Modehaus Silberstein |
| | HIER WOHNTE AMALIA SPIELMANN JG. 1885 ENTEIGNET 13.10.1938 FLUCHT 1939 PALÄSTINA TOT 28.1.1944                                                                           | Annenstraße 34 ·                          | Amalia Spielmann, geb. Hübsch (geboren am 10. Dezember 1885, Pribram, heute Tschechien) Frau von Geschäftsinhaber Wilhelm, Mutter von drei Kindern: Grete (geboren 1912), Hans (geboren 1914), Ernst (geboren 1916). 1939 gelang die Flucht mit Mann und zwei der Kinder (Grete und Ernst). Zuletzt lebt das Elternpaar in Tel Aviv. Amalia starb am 28. Jänner 1944, Jahre vor ihrem Mann. Ihr Sohn Hans wurde am 10. Februar 1945 im KZ Buchenwald vom NS-Regime ermordet. |
| | HIER WOHNTE ERNST SPIELMANN JG. 1916 FLUCHT 1939 AUSTRALIEN ÜBERLEBT | Annenstraße 34 · verlegt am 27. Juli 2013 | Ernst Spielmann (geboren am 13. Jänner 1916 in Graz) Sohn von Amalia und Wilhelm, der etwa 23-jährig mit den Eltern fliehen konnte. Er kam 1945 als britischer Soldat nach Graz zurück, bemühte sich lange um Restitution des geraubten Familienvermögens und erhielt letztlich nur einige tausend Schilling (= wenige hundert Euro). Er verstarb am 12. November 1992 in Sydney, Australien. |
| | HIER WOHNTE GRETE SPIELMANN JG. 1912 ENTEIGNET 13.10.1938 FLUCHT 1939 PALÄSTINA ÜBERLEBT                                                                                 | Annenstraße 34 ·                          | Grete Spielmann verh. Weinberg (geboren am 14. Juli 1912 in Graz) war die Tochter von Amalia und Wilhelm, die etwa 27-jährig mit den Eltern fliehen konnte. Sie verstarb am 1. April 2006 in Jerusalem. |
| | HIER WOHNTE HANS SPIELMANN JG. 1914 DEPORTIERT AUSCHWITZ BUCHENWALD 10.2.1945 ERMORDET 18.2.1945                                                                         | Annenstraße 34 ·                          | Hans Spielmann (geboren am 13. Dezember 1914, Graz), Sohn von Amalia und Wilhelm, wurde ins KZ Auschwitz deportiert und wurde am 10. Februar 1945 im KZ Buchenwald ermordet. |
| | HELMUT SPIELMANN JG. 1930 FLUCHT DEZ. 1938 SHANGHAI RÜCKKEHR 1947 | Annenstraße 34 ·                          | Helmut Spielmann (geboren am 22. Mai 1930 in Graz) Sohn von Paula und Rudolf, die zu dritt nach Shanghai flüchten konnten, wo sie im Dezember 1938 ankamen. Sein Vater starb dort bereits 1941, seine Mutter arbeitete in einer Hemdenfabrik und ermöglichte ihm den Besuch des Saint Franzis Xavier Colleges der Jesuiten. 1947 erfolgte die Heimfahrt mit dem Schiff bis Neapel und per Viehwaggon nach Österreich. Helmut wurde Sprachenlehrer in Arnfels und Leutschach (Steiermark), heiratete Elisabeth geb. Hofer. Der Familie entsprossen zwei Töchter: Edith und Eva. Eine Wiedergutmachung konnte Helmut nicht erreichen, er erhielt bloß eine Summe von einigen tausend Schilling. Er starb am 14. Dezember 2012 in Feldbach. |
| | PAULA SPIELMANN JG. 1900 ENTEIGNET 13.10.1938 FLUCHT DEZ. 1938 SHANGHAI RÜCKKEHR 1947                                                                                    | Annenstraße 34 ·                          | Paula Spielmann, geb. Sternthal kam am 6. Juni 1900 zur Welt. Katholisch aufgewachsen, nahm sie mit der Eheschließung den mosaischen Glauben an, trat mit ihrem 1930 geborenen Sohn jedoch wieder zum katholischen Glauben über. Arbeitete in einer Hemdenfabrik und ermöglichte ihrem Sohn den Besuch eines Jesuitenkollegs. 1947 erfolgte die Heimfahrt von Shanghai mit dem Schiff über Singapur nach Neapel und mit dem Viehwaggon weiter nach Österreich, wo ihr Sohn Helmut Sprachenlehrer in der Südsteiermark wurde und eine Familie mit Kindern gründete (s. oben). |
| | HIER ARBEITETE RUDOLF SPIELMANN JG. 1889 ENTEIGNET 13.10.1938 VERHAFTET NOV. 1938 DACHAU FLUCHT DEZ. 1938 SHANGHAI TOT 1941                                              | Annenstraße 34 ·                          | Rudolf Spielmann (geboren 1889 in Graz) war der Halbbruder von Wilhelm und Teilhaber an den Kleidergeschäften, er wurde ins KZ Dachau deportiert und kam nach 31 Tagen frei („Ich habe für Österreich und den Kaiser gekämpft!“), mit der Auflage das Reich binnen 30 Tagen zu verlassen. Der Familie (mit Frau Paula und Sohn Helmut) gelang dank einer Erbschaft die Flucht nach Shanghai, wo sie im Dezember 1938 ankam. Rudolf starb dort am 11. April 1941 im jüdischen Spital und wurde am „Friedhof der Flüchtlinge“ begraben. |
| | HIER WOHNTE WILHELM SPIELMANN JG. 1876 ENTEIGNET 13.10.1938 FLUCHT 1939 PALÄSTINA ÜBERLEBT                                                                               | Annenstraße 34 ·                          | Wilhelm Spielmann (geboren am 29. April 1876) Inhaber von zwei Textilgeschäften in der Annenstraße 25 und 3, Vater von drei Kindern. Der Fehringer Schneidermeister Josef Knilli (seit 1932 SA-Mitglied, 1934 wegen politischer Betätigung zu sechs Monaten Haft verurteilt, 1938 NSDAP-Mitglied) erlangt, unterstützt durch einen SA-Vorgesetzten, durch „Kauf“ um die Hälfte des niedrigen Schätzpreises die Geschäfte Spielmanns über die Vermögensverkehrsstelle (VVST), die die Geschäfte liquidiert. Spielmann erhält die geringe Kaufsumme nie, da die Gestapo das VVST-Sperrkonto 1941 beschlagnahmt: Im Ausland weilenden Bürgern wird Staatsbürgerschaft und Eigentum entzogen. Er konnte mit Ehefrau Amalia und zwei von drei Kindern (ohne Hans) fliehen. Zuletzt lebte das Ehepaar in Tel Aviv, wo Amalia 1944 und Wilhelm am 23. März 1956 starb. |
| | HIER WOHNTE DR. MAX STEIGMANN JG. 1895 DEPORTIERT 10.11.1938 FLUCHT 2.1.1939 URUGUAY ÜBERLEBT                                                                            | Afritschgasse 30 ·                        | Max Steigmann (geboren am 2. November 1895 in Kute, West-Ukraine, damals Polen) – war jüdischer Arzt wohnte mit Frau Pauline und dem gemeinsamen Sohn Kurt (geboren um 1930) in einer Wohnung im Haus Afritschgasse 30 und hatte dort auch seine Ordination. Laut Zeitzeugin war er als Arzt beliebt und hatte eine soziale Ader. Laut Sohn wurde er „Armenarzt“ genannt, da er Zahlungsunfähige kostenlos behandelte. In der Wohnung verkehrten Künstler, Schriftsteller und Intellektuelle. Während der Novemberpogrome wurde Vater Max aus dem Bett geholt, malträtiert und mitgenommen. Sein damals auf das Wohnzimmersofa gebetteter Sohn Kurt berichtete 2014 per E-Mail an den Verein für Gedenkkultur: „junge Menschen (Menschen ??) in schwarzer Uniform und glänzenden Stiefeln […] gingen ins Schlafzimmer […] hörte ich Schreien und Stöhnen und verstand als 8-jähriger natürlich gar nichts. Sie verprügelten meinen Vater, verletzten ihn durch Stiefeltritte im Gesicht und zuletzt nahmen sie ihn mit.“ Max Steigmann wurde im KZ Dachau fälschlich ohne „i“ als STEGMANN eingetragen, dadurch mit einem Arier dieses Namens verwechselt und kam deshalb nach einigen Monaten frei. Er flüchtete nach Italien, kam nach Uruguay, Montevideo; behandelte Emigranten, eröffnete eine Ordination und arbeitete daneben 35 Jahre ehrenamtlich im Armenhospital Pereira Rossel. Lebte sparsam, bereiste alle zwei Jahre die Welt, brach 1973 bewusstlos zusammen. Magenkrebs wurde festgestellt, der Sohn nahm ihn in São Paulo auf. Zuletzt zog es ihn wieder nachhause nach Montevideo, wo er 1974 in „seinem“ Hospital starb. Max ließ sich 1938 von Pauline scheiden, auch um Sohn und Frau, als danach altkatholisch getaufte „um die Frage Religion beantworten zu können“, das Überleben zu erleichtern. Max kam 1948 wieder kurz ins Haus in der Afritschgasse, ging wieder nach Montevideo und kam 1963 ein letztes Mal nach Graz. Pauline blieb im Haus und starb 1984. Die Ordinationseinrichtung in Graz wurde enteignet. Mutter Pauline schneiderte für Kaufhäuser. Ehemalige Patienten unterstützten sie bei Razzien und ermöglichten Kurt den Schulbesuch. Vor Razzias flüchteten sie auch in den durch Bomben geöffneten Keller-Luftschutzraum der Schule in der nahen Marschallgasse. Als Kurts Schule nach Admont verlegt wurde und er dort verfolgt wurde, flüchtete er per Rad nach Graz. Kurt folgte seinem Vater erst nach Studienabschluss 1952 nach Montevideo und ging 1953 nach Brasilien, wo er mit 30 heiratete, etwa 2005 Witwer wurde und 2010 São Paulo verließ. |
| | HIER WOHNTE KLEMENTINE THALHOFER TOLCZYNER GEB. HIRSCHLER JG. 1877 UNFREIWILLIG VERZOGEN 1938 WIEN FLUCHT JUGOSLAWIEN DEPORTIERT 1943 AUSCHWITZ ERMORDET                 | Afritschgasse 35 ·                        | Klementine Thalhofer Tolczyner, geborene Hirschler |
| | | Mariahilfer Straße 22                     | Friedrich Gerhard Weiss, auch Fritz (1926–) |
| | | Mariahilfer Straße 22                     | Gertrude Weiss, geborene Allina (1901–) |
| | | Mariahilfer Straße 22                     | Othmar Weiss |

### V. Gries
Im Bezirk Gries, dem 5. Bezirk von Graz, wurden Stolpersteine an  Stellen verlegt.
| Stolperstein | Inschrift | Verlegeort                                                         | Name, Leben |
| --- | --- | ------------------------------------------------------------------ | --- |
| | HIER WOHNTE ERICH BENEDIKT JG. 1911 FLUCHT 1938/39 USA | Grieskai 50 ·                                                      | Erich Benedikt |
| | HIER WOHNTE JOSEF BENEDIKT JG. 1876 KANTOR DER JÜDISCHEN GEMEINDE FLUCHT 1938 USA | Grieskai 50 ·                                                      | Josef Benedikt |
| | HIER WOHNTE LEO BENEDIKT JG. 1909 FLUCHT 1938 UNGARN USA | Grieskai 50 ·                                                      | Leo Benedikt |
| | HIER WOHNTE REGINA BENEDIKT GEB. GOLDSTEIN JG. 1886 FLUCHT 1938 UNGARN USA | Grieskai 50 ·                                                      | Regina Benedikt geb. Goldstein |
| | HIER WOHNTE ALFRED BLÜH JG. 1922 GESCHÄFT 'ARISIERT' 1939 FLUCHT 1939 JUGOSLAWIEN PALÄSTINA 1943 ÄGYPTEN                                                                                 | Annenstraße 31 ·                                                   | Alfred Blüh wurde 1922 geboren. Die Familie Blüh hatte ein Lederwarengeschäft in der Annenstraße 31 und wohnte auch dort. Nach Enteignung und Flucht ins damalige Jugoslawien starb der Vater Wilhelm Blüh in Ljubljana 1939 an einem Herzinfarkt. Wilhelm Blühs Ehefrau Olga Blüh und die Kinder aus erster Ehe Gertrude (verheiratete Scharfstein), Alfred und Hans flohen auf unterschiedlichen Fluchtwegen über Jugoslawien nach Ecuador, Palästina/Ägypten bzw. in die USA. Nach dem Krieg übersiedelte der Großteil der Familie nach Chile. |
| | HIER WOHNTE UND ARBEITETE GERTRUDE BLÜH VERH. SCHARFSTEIN JG. 1914 GESCHÄFT 'ARISIERT' 1939 FLUCHT 1939 ENGLAND, ECUADOR                                                                 | Annenstraße 31 ·                                                   | Gertrude Scharfstein geb. Blüh |
| | HIER WOHNTE UND ARBEITETE HANS BLÜH JG. 1912 GESCHÄFT 'ARISIERT' 1939 FLUCHT 1939 JUGOSLAWIEN, USA                                                                                       | Annenstraße 31 ·                                                   | Hans Blüh |
| | HIER WOHNTE UND ARBEITETE OLGA BLÜH GEB. FLEISCHER JG. 1889 GESCHÄFT 'ARISIERT' 1939 VERHAFTET 1939 GEGEN KAUTION ENTLASSEN FLUCHT 1939 JUGOSLAWIEN, ITALIEN 1943 ECUADOR                | Annenstraße 31 ·                                                   | Olga Blüh geb. Fleischer |
| | HIER WOHNTE UND ARBEITETE WILHELM BLÜH JG. 1880 'SCHUTZHAFT' 1938 DACHAU GESCHÄFT 'ARISIERT' 1939 FLUCHT 1939 JUGOSLAWIEN TOT AN DEN FOLGEN 7.12.1941 LJUBLJANA                          | Annenstraße 31 ·                                                   | Wilhelm Blüh |
| | BERTHA BONYHADY GEB.STÖSSL JG. 1863 TOT 1940 | Feuerbachgasse 10 ·                                                | Bertha Bonyhady |
| | HIER WOHNTE BERTHOLD (BERTSCHI) BONYHADY JG. 1896 1936 AUS MAGDEBURG ZURÜCK NACH GRAZ UNFREIWILLIG VERZOGEN 1939 WIEN DEPORTIERT 15.10.1941 LODZ ERMORDET                                | Feuerbachgasse 10 ·                                                | Berthold Bonyhady |
| | HIER WOHNTE EDITH BONYHADY GEB. REISS JG. 1894 FLUCHT 1939 ENGLAND AUSTRALIEN | Grieskai 2 ·                                                       | Edith Bonyhady |
| | HIER WOHNTE EDUARD (EDWARD) BONYHADY JG. 1888 GESCHÄFT 'ARISIERT' 1938 VERHAFTET 12.11.1938 DACHAU ENTLASSEN 12.12.1938 FLUCHT 1939 ENGLAND, AUSTRALIEN                                  | Grieskai 2 ·                                                       | Eduard Bonyhady |
| | HIER WOHNTE ELISABETH (ELSE) BONYHADY GEB. SAMTER JG. 1899 1936 AUS MAGDEBURG ZURÜCK NACH GRAZ UNFREIWILLIG VERZOGEN 1939 WIEN DEPORTIERT 15.10.1941 LODZ, 1944 AUSCHWITZ ERMORDET       | Feuerbachgasse 10 ·                                                | Elisabeth Bonyhady |
| | HIER WOHNTE ERICH (ERIC) BONYHADY JG. 1923 FLUCHT 1939 ENGLAND AUSTRALIEN | Grieskai 2 ·                                                       | Erich Bonyhady |
| | HIER WOHNTE FRIEDRICH (FRED) BONYHADY JG. 1928 FLUCHT 1939 ENGLAND AUSTRALIEN | Grieskai 2 ·                                                       | Friedrich Bonyhady |
| | HIER WOHNTE SALOMON BONYHADY JG. 1861 VERHAFTET MÄRZ 1938 GESCHÄFT 'ARISIERT' 1938 MISSHANDELT TOT 1939                                                                                  | Feuerbachgasse 10 ·                                                | Salomon Bonyhady |
| | HIER WOHNTE FELLA BORUCHOWICTZ JG. 1934 HAUS 'ARISIERT' 1938 UNFREIWILLIG VERZOGEN JÄN. 1939 SCHICKSAL UNBEKANNT                                                                         | Josef-Huber-Gasse 4 ·                                              | Fella Boruchowitz |
| | HIER WOHNTE KAROLINE BORUCHOWICS GEB. TEITELBAUM HAUS 'ARISIERT' 1938 DES LANDES VERWIESEN SCHICKSAL UNBEKANNT                                                                           | Josef-Huber-Gasse 4 ·                                              | Karoline Boruchowics, Verwandte von Familie Silberstein |
| | HIER WOHNTE NATHAN BORUCHOWICTZ JG. 1901 HAUS 'ARISIERT' 1938 UNFREIWILLIG VERZOGEN JÄN. 1939 SCHICKSAL UNBEKANNT                                                                        | Josef-Huber-Gasse 4 ·                                              | Nathan Boruchowitz |
| | HIER WOHNTE ANNA (JOHANNA) BANDNER JG. 1932 INTERNIERT LAGER SALZBURG-MAXGLAN DEPORTIERT 1943 AUSCHWITZ ERMORDET 28.2.1944                                                               | Ägydigasse 6                                                       | Anna Brandner |
| | HIER WOHNTE LEOPOLDINE BRANDNER JG. 1906 INTERNIERT 1940 LAGER SALZBURG-MAXGLAN DEPORTIERT 1943 AUSCHWITZ ERMORDET 18.2.1943                                                             | Ägydigasse 6 ·                                                     | Leopoldine Brandner |
| | HIER WOHNTE MELANIE BANDNER JG. 1927 INTERNIERT LAGER SALZBURG-MAXGLAN DEPORTIERT 1943 AUSCHWITZ ERMORDET 11.1.1944                                                                      | Ägydigasse 6                                                       | Melanie Brandner |
| Bild gesucht Der Benutzer GeorgDerReisende ( Diskussion ) wünscht sich an dieser Stelle ein Bild vom Ort mit diesen Koordinaten 47.061466 15.431879 . Motiv: Rankengasse 24: der Stolperstein für Konrad Draschkowitsch, die Lage und das Haus Falls du dabei helfen möchtest, erklärt die Anleitung , wie das geht. BW | HIER WOHNTE KONRAD DRASCHKOWITSCH JG. 1900 DENUNZIERT VERURTEILT 1938 DEPORTIERT 1940 DACHAU, SACHSENHAUSEN BUCHENWALD, RAVENSBRÜCK ERMORDET 27.4.1942 SACHSENHAUSEN                     | Rankengasse 24 ·                                                   | Konrad Draschkowitsch |
| | HIER WOHNTE EDGAR 'EDI' DÜDNER JG. 1921 DER SCHULE VERWIESEN 1938 UNFREIWILLIG VERZOGEN 1939 WIEN FLUCHT FRANKREICH INTERNIERT SEPTFONDS, DRANCY DEPORTIERT 31.8.1942 AUSCHWITZ ERMORDET | Griesgasse 26 ·                                                    | Edgar Düdner, Sohn von Isak und Sara |
| | HIER WOHNTE ERNST 'DAVID' DÜDNER JG. 1919 FLUCHT 1939 BELGIEN, FRANKREICH SCHICKSAL UNBEKANNT                                                                                            | Griesgasse 26 ·                                                    | Ernst Düdner, Sohn von Isak und Sara |
| | HIER WOHNTE HEDWIG DÜDNER GEB. KESTEN JG. 1867 GESCHÄFT 1939 'ARISIERT' UNFREIWILLIG VERZOGEN 1939 WIEN DEPORTIERT 1942 THERESIENSTADT ERMORDET 6.5.1943                                 | Griesgasse 26 ·                                                    | Hedwig Düdner |
| | HIER WOHNTE ISAK DÜDNER JG. 1888 'SCHUTZHAFT' 1938 GESCHÄFT 1939 'ARISIERT' UNFREIWILLIG VERZOGEN 1939 WIEN DEPORTIERT 5.6.1942 GHETTO IZBICA ERMORDET                                   | Griesgasse 26 ·                                                    | Isak Düdner |
| | HIER WOHNTE SARA DÜDNER GEB. DIDNER JG. 1896 UNFREIWILLIG VERZOGEN 1939 WIEN DEPORTIERT 5.6.1942 GHETTO IZBICA ERMORDET                                                                  | Griesgasse 26 ·                                                    | Sara Düdner |
| | HIER WOHNTE HANS EISLER JG. 1925 FLUCHT 1939 'LISL-TRANSPORT' PALÄSTINA | Andrägasse 13 ·                                                    | Hans Eisler |
| | HIER WOHNTE KURT EISLER JG. 1922 FLUCHT 1938 JUGEND-TRANSPORT PALÄSTINA | Andrägasse 13 ·                                                    | Kurt Eisler |
| | HIER WOHNTE MARGARETHE (GRETE) EISLER GEB. FRIED JG. 1896 GESCHÄFT 'ARISIERT' 1938 FLUCHT 1939 'LISL-TRANSPORT' PALÄSTINA                                                                | Andrägasse 13 ·                                                    | Margarethe Eisler |
| | HIER WOHNTE WALTER EISLER JG. 1897 GESCHÄFT 'ARISIERT' 1938 FLUCHT 1939 'LISL-TRANSPORT' PALÄSTINA                                                                                       | Andrägasse 13 ·                                                    | Walter Eisler |
| | HIER WOHNTE HEINRICH ENGEL JG. 1897 ENTEIGNET 1938 FLUCHT 1939 PALÄSTINA | Lazarettgasse 12 ·                                                 | Heinrich Engel wurde 1897 geboren und heiratete 1926 Rosa Silber. Die Familien Engel und Silber stammten aus Galizien und ließen sich vor dem Ersten Weltkrieg in Graz nieder. Das Paar hatte zwei Kinder: Gerda (geboren 1927) und Alfred (geboren 1930), der sich nach der Emigration Avram nannte. Sie lebten in äußerst bescheidenen Verhältnissen zunächst in der Pestalozzistraße, dann in der Lazarettgasse 12, wo Heinrich Engels Schwiegervater, Elias Silber, in den 1930er Jahren ein kleines Lebensmittelgeschäft aufgebaut hatte. Die Kinder besuchten die jüdische Volksschule am Grieskai. Aus wirtschaftlichen Gründen wanderte die Familie 1933 nach Palästina aus, kehrte allerdings nach drei Jahren zur Verwandtschaft nach Graz zurück. Avram Engel beurteilte die Rückkehr im Rückblick als unerklärlich, „wo doch die Zeichen so deutlich und so laut waren.“ Unmittelbar nach dem Anschluss Österreichs verschlechterte sich die Lage dramatisch. Am 2. November 1938 wurde der Familie der Ausweisungsbefehl ausgestellt. Heinrich Engel konnte der Verhaftung durch die Gestapo nur durch Zufall entgehen. Mehrere Verwandte hingegen waren von den Massenverhaftungen im Zuge der Novemberpogrome 1938 betroffen. Es folgten viele Versuche der Engels, zu einer Auswanderungsmöglichkeit zu gelangen. Als sich dies anfangs hoffnungslos gestaltete, sollten zumindest die Kinder nach Schweden oder England in Sicherheit gebracht werden, was ebenfalls scheiterte. Ende April 1939 konnten Heinrich und Rosa Engel mit ihren beiden minderjährigen Kindern per Schiffstransport nach Palästina entkommen. Auf der unter panamaischer Flagge registrierten Lisl konnten insgesamt 720 Österreicher flüchten, darunter mehr als 200 aus der Steiermark. Bis sich die Eltern in Haifa eine eigene Unterkunft leisten konnten, wohnte Avram Engel bei einem älteren Ehepaar in Haifa. Nach der Übersiedlung nach Tel Aviv schlugen sich seine Eltern mit Gelegenheitsarbeiten durch. Die Engels konnten es sich nach einiger Zeit „relativ akzeptabel“ einrichten und dachten nicht mehr an eine Rückkehr nach Österreich. Mehrere Verwandte, die sich wirtschaftlich nicht integrieren konnten, wanderten nach Kanada oder in die USA aus. Heinrichs und Rosas Tochter Gerda heiratete einen ehemaligen Grazer und folgte ihm, auf Grund seines Berufes, nach Deutschland. Sohn Avram blieb in Israel, studierte Architektur, heiratete und bekam zwei Kinder. |
| | HIER WOHNTE ROSA ENGEL GEB. SILBER JG. 1905 ENTEIGNET 1938 FLUCHT 1939 PALÄSTINA | Lazarettgasse 12 ·                                                 | Rosa Engel, geb. Silber wurde 1905 als Tochter von Elias Silber geboren. Sie hatte zumindest eine Schwester, Sophie, geboren am 7. Juni 1899 in Stanislaw. 1926 heiratete sie Heinrich Engel. Das Paar hatte zwei Kinder: Gerda (geboren 1927) und Alfred (geboren 1930), die beide die jüdische Volksschule am Grieskai besuchten. Die Familie lebte in äußerst bescheidenen Verhältnissen zunächst in der Pestalozzistraße, dann in der Lazarettgasse 12, wo ihr Vater, Elias Silber, in den 1930er Jahren ein kleines Lebensmittelgeschäft aufgebaut hatte. Die Kinder besuchten die jüdische Volksschule am Grieskai. Aus wirtschaftlichen Gründen wanderte die Familie 1933 nach Palästina aus, kehrte allerdings nach drei Jahren zur Verwandtschaft nach Graz zurück. Nach der Annexion Österreichs im Jahr 1938 folgte die Arisierung des Geschäfts ihres Vaters, der Versuch der Gestapo, den Ehemann zu verhaften und schließlich am 2. November desselben Jahres der Ausweisungsbefehl für die ganze Familie. Die Familie keine Visa und auch für Gerda und Alfred keine Plätze in den Kindertransporten. Im April 1939 konnte die Familie Engel auf dem Viehtransportschiff Lisl nach Palästina flüchten. Der Vater blieb zurück und wurde Anfang 1940 im KZ Buchenwald ermordet. Die Schwester konnte nach Italien flüchten und wurde 1944 vom NS-Regime gefasst, nach Auschwitz deportiert und ebenfalls ermordet. |
| | HIER WOHNTE MAIA GLAWITSCH JG. 1920 VERHAFTET 1939 U. 1941 WEGEN §129 Ib StG DEPORTIERT 1942 RAVENSBRÜCK BEFREIT                                                                         | Custozzagasse 7                                                    | Maria Glawitsch |
| | HIER WOHNTE EMMERICH GUTMANN JG. 1900 VERURTEILT 3.9.1940 WEGEN § 175 DEPORTIERT 1941 FLOSSENBÜRG ERMORDET 29.9.1941                                                                     | Rankengasse 24 ·                                                   | Emmerich Gutmann ermordet am 29. September 1941 im Konzentrationslager Flossenbürg. |
| | HIER WOHNTE JOSEF HART JG. 1913 ZEUGE JEHOVAS VERHAFTET 8.12.1939 DEPORTIERT 1940 SACHSENHAUSEN ERMORDET 24.9.1942                                                                       | Triester Straße 85 ·                                               | Josef Hart |
| | HIER WOHNTE RUPERT HEIDER JG. 1908 ZEUGE JEHOVAS VERHAFTET UND VERURTEILT 1940 WEHRDIENSTVERWEIGERUNG HINGERICHTET 15.06.1940 BERLIN-PLÖTZENSEE                                          | Karlauer Gürtel 20a                                                | Rupert Heider |
| | HIER WOHNTE GISA JOSEFSBERG GEB. KÖRNER JG. 1904 FLUCHT JUGOSLAWIEN SCHICKSAL UNBEKANNT                                                                                                  | Zweiglgasse 14 ·                                                   | Gisa Josefsberg, geb. Körner, wurde 1904 in Drohobytsch geboren. Sie hatte zumindest fünf Geschwister: die Brüder Markus (1890–mutmaßlich 1941), Arnold (1900–?) und Isidor (1903–1941), sowie die Schwestern Ettel, später verehel. Pruckner (1886–1942) und Anna Channa, später verehel. Dortort (1898–1941). Sehr wahrscheinlich hat keines ihrer Geschwister und auch sie selbst nicht das NS-Regime überlebt. Gisa Josefsberg war mit Simon Josefsberg verheiratet, das Paar hatte einen Sohn, Leo, geboren 1931. Der Verein für Gedenkkultur schreibt über Gisa: „Vermutlich in Jugoslawien umgekommen“, über ihren Ehemann und ihre Söhne: „ermordet“. |
| | HIER WOHNTE LEO JOSEFSBERG JG. 1931 FLUCHT JUGOSLAWIEN SCHICKSAL UNBEKANNT | Zweiglgasse 14 ·                                                   | Leo Josefsberg wurde am 16. Dezember 1931 als Sohn von Gisa und Simon Josefsberg geboren und – laut Verein für Gedenkkultur – im Knabenalter vom NS-Regime ermordet. |
| | HIER WOHNTE SIMON JOSEFSBERG FLUCHT 1938 SCHICKSAL UNBEKANNT | Zweiglgasse 14 ·                                                   | Simon Josefsberg heiratete Gisa Körner. Er hatte als einziger der Familien Dortort/Körner/Prucker/Josefsberg einen gültigen Pass und flüchtete sofort in der Nacht zum 12. März 1938. Der Verein für Gedenkkultur geht von seiner Ermordung aus. DÖW und A Letter To The Stars nennen einen Simon Josefsberg (mit Geburtsdatum 18. Mai 1883), dessen letzten bekannten Wohnsitz (Wien 2, Schreigasse 8/6), seine Deportation ins Ghetto Litzmannstadt am 28. Oktober 1941 sowie seine Ermordung durch das NS-Regime. Die Personenidentität ist jedoch nicht gesichert. |
| | HIER WOHNTE ARNOLD KÖRNER JG. 1900 FLUCHT 1938 JUGOSLAWIEN SCHICKSAL UNBEKANNT | Oeverseegasse 27/II ·                                              | Arnold Körner wurde am 12. Oktober 1900 geboren. Er hatte zumindest fünf Geschwister: Ettel, später verehel. Pruckner (1886–1942), Markus (1890–mutmaßlich 1941), Anna Channa, später verehel. Dortort (1898–1941), Isidor (1903–1941) und Gisa, später verehel. Josefsberg (1904–?). Er lebte von 28. April 1934 bis 10. Dezember 1938 in der Oeverseegasse 27/II, danach in der Schmölzergasse 6/I, mutmaßlich eine Sammelwohnung. Er ist vermutlich geflohen. |
| | HIER WOHNTE MARIA KÖRNER JG. 1891 ENTEIGNET 1938 FLUCHT JUGOSLAWIEN SCHICKSAL UNBEKANNT                                                                                                  | Zweiglgasse 14 ·                                                   | Maria Körner wurde am 26. Juni 1891 geboren. Sie war verheiratet mit Markus Körner, betrieb eine Altwarenhandlung in der Jakoministraße 15, wohnte mit ihrem Mann in der Zweiglgasse 14b, die im Herbst 1938 zu einer Sammelwohnung wurde. Vermutlich in Jugoslawien ermordet, nach dem Untergang des NS-Regimes tot erklärt. |
| | HIER WOHNTE MARKUS KÖRNER JG. 1890 ENTEIGNET 1938 FLUCHT 1938 JUGOSLAWIEN SCHICKSAL UNBEKANNT                                                                                            | Zweiglgasse 14 ·                                                   | Markus Körner wurde am 25. August 1890 geboren. Er hatte zumindest fünf Geschwister: Ettel, später verehel. Pruckner (1886–1942), Anna Channa, später verehel. Dortort (1898–1941), Arnold (1900–?), Isidor (1903–1941) und Gisa, später verehel. Josefsberg (1904–?). Er wurde Vulkaniseur, heiratete die Altwarenhändlerin Maria. Im Haus Zweiglgasse 14, in dem er mit seiner Frau wohnte, betrieb er einen Alteisenhof. 1938 wurde er enteignet. Als die Gestapo vor der Tür stand, flüchtete er durch den Hintereingang und gelangte mit dem Rad nach Jugoslawien. Von dort aus verhalf er seinen Geschwistern und weiteren Familienangehörigen im März 1939 zur Flucht nach Jugoslawien. Danach verlieren sich seine Spuren. Er, seine Ehefrau und zumindest drei Geschwister wurden mutmaßlich vom NS-Regime ermordet. Nach 1945 wurden Maria und Markus Körner für tot erklärt. |
| | HIER WOHNTE ELISABETH (ELSE) LANG GEB. STERN JG. 1892 FLUCHT 1939 PALÄSTINA | Lazarettgürtel 77 ·                                                | Elisabeth Lang |
| | HIER WOHNTE FRIEDRICH (FRITZ) LANG JG. 1886 FLUCHT 1939 PALÄSTINA | Lazarettgürtel 77 ·                                                | Friedrich Lang |
| | HIER WOHNTE TRUDE LANG JG. 1915 FLUCHT 1939 ENGLAND, PALÄSTINA | Lazarettgürtel 77 ·                                                | Trude Lang (1915–) |
| | HIER WOHNTE FRANZ LEITNER JG. 1918 IM WIDERSTAND/KPÖ VERHAFTET 1.9.1939 BUCHENWALD BEFREIT                                                                                               | Lagergasse 29 ·                                                    | Franz Leitner wurde am 12. Februar 1918 in Wiener Neustadt geboren. Er maturierte 1936 in der Staatsgewerbeschule für Maschinenbau. Bereits im selben Jahr wurde er aufgrund seiner Mitgliedschaft in der während der Zeit des Austrofaschismus verbotenen kommunistischen Jugend zu vier Monaten Kerkerhaft und 15 Monaten Polizeistrafe verurteilt. Er wurde am 1. September 1939 verhaftet und in das Konzentrationslager Buchenwald deportiert. In seiner Funktion als Blockältester des „Kinderblocks“ (Baracke 8) rettete er hunderten Kindern das Leben. Dafür wurde ihm 1999 von der Jerusalemer Gedenkstätte Yad Vashem der Ehrentitel „Gerechter unter den Völkern“ verliehen. Er war Träger des steirischen Menschenrechtspreises und weiterer hoher Auszeichnungen der Republik Österreich, des Landes Steiermark und der Stadt Wien. Nach dem Ende des Zweiten Weltkrieges war Leitner in mehreren politischen Funktionen tätig, unter anderem von 1958 bis 1979 als Landesparteivorsitzender der KPÖ–Steiermark und von 1961 bis 1970 als Landtagsabgeordneter in der Steiermark. Bis ins hohe Alter gab er seine Lebenserfahrungen als Zeitzeuge an darauffolgende Generationen weiter. Leitner starb am 20. Oktober 2005 in Höf-Präbach bei Graz. |
| | HIER WOHNTE ING. ALBERT (BERTEL) LICHTENSTEIN JG. 1909 AUSGEREIST 1933 PALÄSTINA | Griesplatz 9                                                       | Albert Lichtenstein (1909–) |
| | HIER WOHNTE ELSA LICHTENSTEIN VERH. BEISER JG. 1906 AUSGEREIST 1932 VON NATIONALSOZIALISTEN ERMORDET 1942 CHARKIV                                                                        | Griesplatz 9                                                       | Elsa Lichtenstein, verheiratete Beiser (1906–1942) |
| | HIER WOHNTE DR. ERICH LICHTENSTEIN JG. 1911 FLUCHT 1938 SHANGHAI | Griesplatz 9                                                       | Erich Lichtenstein (1911–) |
| | HIER WOHNTE GRETE LICHTENSTEIN GEB. SMETANA JG. 1911 FLUCHT 1938 SHANGHAI | Griesplatz 9                                                       | Grete Lichtenstein, geborene Smetana (1911–) |
| | HIER WOHNTE HERTA LICHTENSTEIN JG. 1934 KINDERTRANSPORT 1939 SCHWEDEN | Hans-Resel-Gasse 3 ·                                               | Herta Lichtenstein, später verheiratete Liebl (1934–) |
| | HIER WOHNTE LEONIE (LONI) LICHTENSTEIN VERH. KOMINIK JG. 1917 FLUCHT 1938 PALÄSTINA | Griesplatz 9                                                       | Leonie Lichtenstein, verheiratete Kominik (1917–) |
| | HIER WOHNTE MECHCIE LICHTENSTEIN GEB. LICHTENSTEIN JG. 1882 FLUCHT 1939 ENGLAND | Griesplatz 9                                                       | Mechcie Lichtenstein, geborene Lichtenstein (1882–) |
| | HIER WOHNTE MOSES MELECH MAX LICHTENSTEIN JG. 1877 FLUCHT 1939 ENGLAND | Griesplatz 9                                                       | Moses Melech Max Lichtenstein (1877–) |
| | HIER WOHNTE TERESIA LICHTENSTEIN GEB. ONTO JG. 1908 AUSGEREIST 1933 PALÄSTINA | Griesplatz 9                                                       | Teresia Lichtenstein, geborene Onto (1908–) |
| | | Entenplatz 9                                                       | Irma Neufeld |
| | | Entenplatz 9                                                       | Leopold Neufeld |
| | HIER WOHNTE ELSA SALZMANN GEB. FREUDMANN JG. 1887 FLUCHT 1939 TANGER | Griesplatz 4 ·                                                     | Elsa Salzmann, geb. Freudmann kam 1887 zur Welt, heiratete den Malermeister Simon Salzmann und hatte mit ihm einen Sohn, Harald (geboren 1921). Nach der Arisierung des Unternehmens ihres Mannes flüchtete die Familie über Südfrankreich nach Marokko. Elsa Salzmann starb 1943 in Tanger. |
| | HIER WOHNTE HARALD SALZMANN JG. 1921 FLUCHT 1939 TANGER | Griesplatz 4 ·                                                     | Harald Salzmann wurde 1921 in Graz als Sohn von Elsa und Simon Salzmann geboren, ging nach der Schule, wo er antisemitischen Anfeindungen seitens seiner Mitschüler ausgesetzt war, ab 1936 beim Vater, einem Malermeister, in die Lehre. Er berichtete 1980 über eine überfallsartige Hausdurchsuchung kurz nach der Annexion Österreichs im März 1938 durch zwei junge Burschen, die die Wäsche seiner Mutter aus dem Schrank warfen und seine jüdischen Bücher beschlagnahmten. Die Familie flüchtete im Sommer 1937 über Wien, Straßburg und Marseilles nach Tanger, wo seine Mutter im Jahr 1943 verstarb. Er war ab 1947 wieder in Graz und nach Restitution wieder Maler. Harald arbeitete zuletzt als Bibliothekar der Steiermärkischen Landesregierung und wirkte als Kultusrat der IKG. Er starb 1990 in Graz. |
| | HIER WOHNTE SIMON (SIMCHE CHAIM) SALZMANN JG. 1882 FLUCHT 1939 TANGER | Griesplatz 4 ·                                                     | Simon Salzmann, auch Simche Chaim genannt, wurde 1882 in Czernowitz geboren. Er kam im Ersten Weltkrieg nach Graz, wo er Elsa Freudmann kennen lernte und heiratete. 1921 wurde Sohn Harald geboren. Die Familie wohnte am Griesplatz 4/III. Simon Salzmann war Inhaber eines Malerbetriebs und erwarb eine Villa in Wetzelsdorf. Im Herbst 1938 wurde der Betrieb unter kommissarische Verwaltung gestellt, Konten gesperrt, schließlich „arisiert“. Wie viele andere Juden in Graz wurde Simon kurz darauf verhaftet, mehrere Wochen im KZ Dachau inhaftiert und die Wohnung beschlagnahmt. Verzweifelte Suche nach Fluchtmöglichkeiten: Auswanderungsformalitäten nach Chile, wo bereits ein Verwandter war, verzögerten sich, doch seine nach Gibraltar emigrierte Halbschwester Rosa Reisz (aus erster Ehe ihres Vaters) erwirkte die Ausstellung eines fingierten Arbeitsvertrags für Simon, wodurch sie Visa für Tanger in Marokko erhielten, das sie via Wien, Straßburg, Marseille am 10. Juli 1939 erreichten. Seine Ehefrau Elsa verstarb dort 1943. Simon Salzmann und Sohn kehrten 1947 nach Graz zurück, wo er 1957 erneut heiratete. Nach der Restitution ihres Besitzes nahmen Vater und Sohn den Betrieb als Malermeister wieder auf. |
| | HIER WOHNTE ARON 'ADOLF' SCHKOLNIK JG. 1879 GESCHÄFT UND GRUNDSTÜCK 1938 'ARISIERT' FLUCHT POLEN SCHICKSAL UNBEKANNT                                                                     | Lagergasse 89 ·                                                    | Aron Schkolnik |
| | HIER WOHNTE CHANE BEILE SCHKOLNIK GEB. SCHREIER (SZREIER) VERW. DIAMAND JG. 1892 GESCHÄFT UND GRUNDSTÜCK 1938 'ARISIERT' MÄRZ 1939 AMTL. ABGEMELDET FLUCHT POLEN SCHICKSAL UNBEKANNT     | Lagergasse 89 ·                                                    | Chane Beile Schkolnik, geb. Schreier |
| | HIER WOHNTE ERICH SCHREIER (SZREIER) JG. 1928 FLUCHT 1938/1939 PALÄSTINA | Lagergasse 89 ·                                                    | Erich Schreier |
| | HIER WOHNTE HELENE SCHREIER (SZREIER) GEB. SCHKOLNIK JG. 1902 FLUCHT 1939 PALÄSTINA | Lagergasse 89 ·                                                    | Helene Schreier, geb. Schkolnik |
| | HIER WOHNTE JAKOB SCHREIER (SZREIER) JG. 1900 FLUCHT 1939 PALÄSTINA | Lagergasse 89 ·                                                    | Jakob Schreier |
| | HIER WOHNTE ASRIEL SELIG 'SIGMUND' SILBER JG. 1903 'SCHUTZHAFT' 1938 FLUCHT 1938/1939 PALÄSTINA                                                                                          | Lagergasse 89 ·                                                    | Asriel Silber |
| | HIER WOHNTE ELIAS SILBER JG. 1862 ENTEIGNET DEPORTIERT 1939 BUCHENWALD ERMORDET 20.2.1940                                                                                                | Lazarettgasse 12 ·                                                 | Elias Silber wurde am 15. Mai 1862 in Stanislaw in Polen geboren. In der Zwischenkriegszeit führte er in der Lazarettgasse 12 ein kleines Lebensmittelgeschäft. Er hatte zumindest zwei Töchter: Sophie, geboren am 7. Juni 1899 in Stanislaw, später verehelichte Kornreich; und Rosa, Geburtsdatum unbekannt, später verehelichte Engel. Die Familie wanderte 1933 aus wirtschaftlichen Gründen nach Palästina aus, kehrte jedoch 1936 wieder nach Graz zurück. Sein Enkelsohn Alfred, der das NS-Regime überlebte, beurteilte in der Retrospektive die Rückkehr als unerklärlich, „wo doch die Zeichen so deutlich und so laut waren.“ Am 2. November 1938 erteilten die NS-Behörden der ganzen Familie den Ausweisungsbefehl. Am 29. November 1938 verlor Elias Silber seine Wohnung und wohnte bis zu seiner Deportation nach Wien bei seiner Tochter Sophie in der Schmölzergasse 6. Während seiner Tochter Rosa, deren Mann und den beiden Enkelkindern im April 1939 an Bord der panamaischen Lisl die Flucht nach Palästina gelang, fand der hochbetagte Mann keine Möglichkeit, sich in Sicherheit zu bringen. Tochter Sophie flüchtete im Juli 1939 nach Italien, Elias wurde ins KZ Buchenwald deportiert, wo er am 20. Jänner (DÖW) oder 20. Februar 1940 (Lager Buchenwald) vom NS-Regime ermordet wurde. Seine Tochter Sophie wurde nach dem deutschen Einmarsch in Italien von NS-Truppen aufgegriffen und im April 1944 nach Auschwitz deportiert und dort ermordet. |
| | HIER WOHNTE ERIKA SILBER VERH. GRUENZWEIG JG. 1929 KINDERTRANSPORT 1939 SCHWEDEN | Lagergasse 89 ·                                                    | Erika Silber, verh. Gruenzweig |
| | HIER WOHNTE GERTRUD 'TRUDE' SILBER VERH. TEPPERBERG JG. 1931 UNFREIWILLIG VERZOGEN NOV. 1938 KINDERTRANSPORT 1939 SCHWEDEN                                                               | Lagergasse 89 ·                                                    | Gertrud Silber, verh. Tepperberg |
| | HIER WOHNTE MARGARETE 'GRETE' SILBER GEB. SCHKOLNIK JG. 1904 FLUCHT PALÄSTINA | Lagergasse 89 ·                                                    | Margarete Silber, geb. Schkolnik |
| | HIER WOHNTE CHARLOTTE STERN GEB. ROSENBERG JG. 1859 UNFREIWILLIG VERZOGEN 1939 WIEN FLUCHT 1940 JUGOSLAWIEN TOT                                                                          | Lazarettgürtel 77 (Ansitz Falkenhof (17. Jh.), denkmalgeschützt) · | Charlotte Stern |
| | HIER WOHNTE DAVID STERN JG. 1859 UNFREIWILLIG VERZOGEN 1939 WIEN FLUCHT 1940 JUGOSLAWIEN ERMORDET                                                                                        | Lazarettgürtel 77 ·                                                | Charlotte Stern |
| | HIER WOHNTE RUCHLA TEITELBAUM JG. 1870 UNFREIWILLIG VERZOGEN 1939 WIEN DEPORTIERT 22.7.1942 THERESIENSTADT 1942 TREBLINKA ERMORDET                                                       | Josef-Huber-Gasse 4 ·                                              | Ruchla Teitelbaum, Verwandte von Fam. Silberstein |
| | HIER WOHNTE ANTON VALENTIN VIDIC JG. 1904 DEPORTIERT 1939 DACHAU, BUCHENWALD 1941 MAUTHAUSEN BEFREIT                                                                                     | Fabriksgasse 38                                                    | Anton Valentin Vidic (1904–) |
| | HIER WOHNTE FRANZ VIDIC JG. 1911 DEPORTIERT 1939 DACHAU BUCHENWALD 1941 MAUTHAUSEN BEFREIT                                                                                               | Ägydigasse 6                                                       | Franz Vidic (1911–) |
| | HIER WOHNTE LEOPOLDINE VIDIC JG. 1915 DEPORTIERT 1943 AUSCHWITZ ERMORDET 22.1.1944 | Ägydigasse 6                                                       | Leopoldine Vidic (1915–1944) |
| | HIER WOHNTE MARIA VIDIC JG. 1875 DEPORTIERT 1943 AUSCHWITZ ERMORDET 4.8.1943 | Ägydigasse 6                                                       | Maria Vidic (1875–1943) |
| | HIER WOHNTE THERESIA VIDIC GEB. KOLOMPAR JG. 1891 DEPORTIERT 1943 AUSCHWITZ ERMORDET 16.3.1944                                                                                           | Ägydigasse 6                                                       | Theresia Vidic geb. Kolompar (1891–1944) |
| | | Ägydigasse 6                                                       | Karl Waitz |
| Stolperstein für Emanuel Weinberger | HIER ARBEITETE EMANUEL WEINBERGER JG. 1880 GESCHÄFT 'ARISIERT' 1938 FLUCHT 1939 JUGOSLAWIEN KLADOVO-TRANSPORT ERSCHOSSEN 12.10.1941 ZASAVICA                                             | Vorbeckgasse 4 / Ecke Annenstraße ·                                | Emanuel Weinberger |
| Stolperstein für Martha Weinberger | HIER ARBEITETE MARTHA WEINBERGER GEB. WECHSBERG JG. 1896 GESCHÄFT 'ARISIERT' 1938 FLUCHT 1939 JUGOSLAWIEN KLADOVO-TRANSPORT ERMORDET 1942 SAJMIŠTE                                       | Vorbeckgasse 4 / Ecke Annenstraße ·                                | Martha Weinberger |
| | HIER LERNTE WALTER WEINBERGER (MOSHE CARMIEL) JG. 1923 FLUCHT 1938 PALÄSTINA | Hans-Resel-Gasse 18                                                | Walter Weinberger |
| | | Feuerbachgasse 16                                                  | Adolf Kurt Weiss (1923–) |
| | | Feuerbachgasse 16                                                  | Alfred Weiss (1886–) |
| | | Feuerbachgasse 16                                                  | Anna Weiss, geborene Gieskann (1898–) |
| | | Feuerbachgasse 16                                                  | Egon Hans Weiss (1925–) |

### XIV. Eggenberg
Im Bezirk Eggenberg, dem 14. Bezirk von Graz, wurden sieben Stolpersteine an fünf Stellen verlegt.
| Stolperstein | Inschrift | Verlegeort                | Name, Leben |
| --- | --- | ------------------------- | --- |
| | HIER LEBTE FRANZ JAUK JG. 1904 IM WIDERSTAND / KPÖ VERHAFTET 15.11.1938 'HOCHVERRAT' 1939 WIEN 1941 DACHAU BEFREIT                                    | Seidenhofgasse 62 ·       | Franz Jauk |
| Bild gesucht Der Benutzer GeorgDerReisende ( Diskussion ) wünscht sich an dieser Stelle ein Bild vom Ort mit diesen Koordinaten 47.076387 15.391519 . Motiv: Baiernstraße 14: der Stolperstein für Franz Korb, die Lage und das Haus Falls du dabei helfen möchtest, erklärt die Anleitung , wie das geht. BW | HIER WOHNTE FRANZ KORB JG. 1900 ZEUGE JEHOVAS KRIEGSDIENST VERWEIGERT TODESURTEIL 6.12.1939 HINGERICHTET 19.1.1940 BERLIN-PLÖTZENSEE                  | Baiernstraße 14 ·         | Franz Korb |
| | HIER WOHNTE JOHANN MOSER JG. 1900 ZEUGE JEHOVAS KRIEGSDIENST VERWEIGERT TODESURTEIL 17.9.1940 HINGERICHTET 10.10.1940 ZUCHTHAUS BRANDENBURG           | Reininghausstraße 50 ·    | Johann Moser |
| | HIER WOHNTE JULIA PONGRACIC JG. 1910 IM SOZIALDEMOKRATISCHEN WIDERSTAND VERHAFTET 3.3.1945 GRAZ ERMORDET 3.4.1945 SS-KASERNE GRAZ-WETZELSDORF         | Villenstraße 7 ·          | Julia Pongracic (geboren 1910) war wegen Widerstands in Zusammenhang mit Fritz Matzner in 1945 festgenommen und ohne Gerichtsverhandlung in der SS-Kaserne Wetzelsdorf erschossen. |
| | HIER WOHNTE ALOISIA REGENFELDER GEB. GODAR JG. 1897 ZEUGIN JEHOVAS VERHAFTET 15.10.1941 IN VERSCHIEDENEN KZ ZULETZT MITTELBAU-DORA BEFREIT / ÜBERLEBT | Reininghausstraße 28 ·    | Aloisia Regenfelder, geb. Godard wurde am 17. Juli 1897 in Schirmdorf bei Radkersburg geboren. Sie wurde wie ihr Mann Josef im Oktober 1941 verhaftet und schließlich ins KZ Ravensbrück überstellt. Am 30. Juni 1942 kam sie ins KZ Auschwitz und wurde dort in gestreifter Sträflingskleidung und mit Lila Winkel fotografiert. Alle Zeuginnen Jehovas kamen von dort ins Lager Birkenau, wurden ins Stabsgebäude umquartiert um vor lagertypischen Krankheiten geschützt zu sein und bekamen besondere Aufgaben etwa in Büros, Küchen, Schneidereien der SS. Mitte Jänner 1945 begann für Aloisia in einer Gruppe von etwa 40 Zeuginnen Jehovas der Evakuierungstransport von Auschwitz – zu Fuß durch Schnee – über Groß-Rosen, Mauthausen, Bergen-Belsen nach Dora-Mittelbau, wo am 4. März nur noch 26 lebend ankamen. Am 5. April 1945 wurden Aloisia und die anderen Häftlinge am Weg nach Neuengamme befreit. Ab Oktober wohnte sie wieder in Graz-Eggenberg und von 1946 bis 1956 in der Reininghausstraße 28. Bis zuletzt war sie aktive Zeugin Jehovas, war ruhig, erzählte offensichtlich nicht über ihre drei Jahre Überleben in KZs und starb 81-jährig am 22. August 1978 in Gratwein. |
| | HIER WOHNTE JOSEF REGENFELDER JG. 1895 ZEUGE JEHOVAS VERHAFTET 15.10.1941 DEPORTIERT 1942 DACHAU ERMORDET 7.3.1944                                    | Reininghausstraße 28 ·    | Josef Regenfelder wurde am 11. März 1895 in Straganz bei Meiselding geboren. Er heiratete am 19. August 1929 Aloisia Godar, und das Paar wohnte ab da in der Reininghausstraße 28/I. Unklar ist, wann die beiden zu den Zeugen Jehovas konvertierten. Er wurde laut Meldekarteikarte als Arbeitsinvalider am 15. Oktober 1941 verhaftet und ins Polizeigefängnis Graz eingeliefert und am 3. Mai 1942 von dort entlassen. Ab 27. Juni 1942 wurde er im KZ Dachau mit der Nummer 30667 registriert und starb dort am 7. März 1944. |
| | HIER WOHNTE EDUARD WOHINZ JG. 1898 ZEUGE JEHOVAS VERHAFTET 1.6.1938 1939 DACHAU MAUTHAUSEN 1940 DACHAU 1942 SCHLOSS HARTHEIM ERMORDET 3.3.1942        | Weissenkircherstraße 35 · | Eduard Wohinz |

### XV. Wetzelsdorf
Im Bezirk Wetzelsdorf, dem 15. Bezirk von Graz, wurden vier Stolpersteine an drei Stellen verlegt.
| Stolperstein | Inschrift | Verlegeort                                | Name, Leben |
| --- | --- | ----------------------------------------- | --- |
| Bild gesucht Der Benutzer GeorgDerReisende ( Diskussion ) wünscht sich an dieser Stelle ein Bild vom Ort mit diesen Koordinaten 47.058709 15.386321 . Motiv: Steinbergstraße 24: der Stolperstein für Roman Langmann, die Lage und das Haus Falls du dabei helfen möchtest, erklärt die Anleitung , wie das geht. BW | HIER WOHNTE ROMAN LANGMANN JG. 1903 IM WIDERSTAND / KPÖ VERHAFTET 1940 KZ DACHAU STRAFKOMPAGNIE DESERTIERT 1844                                             | Steinbergstraße 24                        | Roman Langmann (1903–1993) |
| Bild gesucht Der Benutzer GeorgDerReisende ( Diskussion ) wünscht sich an dieser Stelle ein Bild vom Ort mit diesen Koordinaten 47.050666 15.408731 . Motiv: Pulverturmstraße 28: der Stolperstein für Maria Matzner, die Lage und das Haus Falls du dabei helfen möchtest, erklärt die Anleitung , wie das geht. BW | HIER WOHNTE MARIA MATZNER GEB. LIEBL JG. 1902 IM SOZIALDEMOKRATISCHEN WIDERSTAND VON GESTAPO VERHAFTET 1944 'VERBINDUNG ZU PARTISANEN' ENTLASSEN APRIL 1945 | Pulverturmstraße 28 / Ecke Edisonstraße · | Maria Matzner |
| | HIER WOHNTE CÄCILIA REITER JG. 1891 ZEUGIN JEHOVAS VERHAFTET 1.12.1939 DEPORTIERT 2.2.1940 RAVENSBRÜCK ERMORDET 1942 AUSCHWITZ                              | Einödstraße 1 ·                           | Cäcilia Reiter (geboren am 26. September 1891 in Wolfsberg bei Leibnitz) war gelernte Schneiderin und Hilfsarbeiterin bei der Firma Reininghaus. In den 1920er Jahren wurde sie Zeugin Jehovas. Wegen angeblicher Weigerung den Hitlergruß zu leisten wurde sie vom Briefträger denunziert und am 1. Dezember 1939 verhaftet. Da sie sich weigerte, Munitionstaschen zu nähen, wurde sie im Februar 1940 ins KZ Ravensbrück deportiert und später ins KZ Auschwitz überstellt, wo sie 1942 umkam. |
| | HIER WOHNTE ERNST REITER JG. 1915 ZEUGE JEHOVAS KRIEGSDIENST VERWEIGERT VERHAFTET 6.6.1938 GRAFENWÖHR/BAYERN INTERNIERT NOV. 1940 FLOSSENBÜRG ÜBERLEBT      | Einödstraße 1 ·                           | Ernst Reiter (geboren am 11. April 1915 in Graz) wurde mit elf Jahren Vollwaise und von seiner Tante Cäcilia und der Großmutter Theresia Reiter aufgenommen. Nach diesen wurde auch er in den frühen 1930er Jahren zum Zeugen Jehovas. Aufgrund seiner religiösen Überzeugung kam er wiederholt zugestellten Einberufungsbefehlen nicht nach. Am Morgen des 6. September 1938 wurde er an seinem Arbeitsplatz als Verkäufer von Polizisten verhaftet und in den nächsten Wochen wiederholt verhört und in Graz zu sechs Monaten Gefängnis verurteilt. Er wurde ein weiteres Mal verurteilt und im März 1939 nach Grafenwöhr deportiert. Er verweigerte den Wehrdienst weiterhin und wurde zum Strafvollzug nach Bayreuth, im November 1940 ins KZ Flossenbürg überstellt und erhielt einen „Lila Winkel“ zur Markierung als Zeuge Jehovas. Er überlebte 1600 Tage Folter, Steinbrucharbeit und Unterernährung. Am 8. April 1945 begann die SS mit der Beseitigung ihrer Spuren im KZ. Die wenigen überlebenden Häftlinge mussten am 20. April den sogenannten Todesmarsch antreten, von dem sie schließlich von den US-Amerikanern erlöst wurden. Reiter erhielt ein Fahrrad von einem US-Soldaten und fuhr damit 800 km in die Heimat. Am 6. September 1945 kam er nach Graz, musste feststellen, dass seine Großmutter gestorben und Tante Cäcilia Im KZ Auschwitz umgekommen war. Er heiratete 1947 Kristina Semlitsch, 1949 kamen Zwillinge, 1954 noch eine Tochter auf die Welt. Er starb 2006. |

## Verlegedaten
- 27. Juli 2013: Afritschgasse 30, Annenstraße 34, Einödstraße 1, Südtiroler Platz 10, Wiener Straße 53, Volksgartenstraße 18[19][20]
- 4. Juli 2014: Fellingergasse 3, Lazarettgasse 12, Mariahilferplatz 3, Neubaugasse 59, Oeverseegasse 27/II, Reininghausstraße 28, Zweiglgasse 14[21]
- 17. Juli 2015:Griesplatz 4.[22][23]
- 16. Juni 2016: Annenstraße 31[24]
- 16. August 2016: Griesgasse 26, Josef-Huber-Gasse 4, Mariahilfer Straße 3, Rankengasse 24, Reininghausstraße 50, Strauchergasse 19[25]
- 27. September 2017: Feuerbachgasse 10, Ghegagasse 34, Grieskai 2, Josef-Huber-Gasse 4, Seidenhofgasse 62, Villenstraße 7, Weissenkircherstraße 35
- Verlegung am 22. November 2017: Andrägasse 13
- 29. Juni 2018: Grieskai 50, Lagergasse 89
- 25. April 2019: Griesplatz 9[26]
- 19. September 2019: Afritschgasse 35
- 20. September 2019: Annenstraße 30, Triester Straße 85
- 22. Oktober 2020: Ägydigasse 6, Baiernstraße 14, Pulverturmstraße 28 / Ecke Edisonstraße, Rankengasse 24, Vorbeckgasse 4 / Ecke Annenstraße, Weißeneggergasse 11
- 22. und 23. Oktober 2021: Ägydigasse 6, Custozzagasse 7, Entenplatz 9, Feuerbachgasse 16, Hans-Resel-Gasse 3, Mariahilfer Straße 22, Südtiroler Platz 10 (Hertha Mandl-Narodoslavsky)
- 23. Oktober 2021: Fabriksgasse 38, Grüne Gasse 43
- 7. September 2022: Karlauer Gürtel 20a, Lazarettgürtel 77
- 14. August 2023: Hans-Resel-Gasse 18
- 29. November 2024: Steinbergstraße 24

## Stolpersteinverfärbungen
Im Februar 2015 und zwischen Dezember 2015 und 3. Februar 2016 wurden Stolpersteine an drei Adressen blaugrün verfärbt vorgefunden. Messing enthält Kupfer als einen Hauptbestandteil. Kupferionen färben wässrige Lösungen blaugrün, Kupfersalze können blaugrüne Kristalle bilden. Es gab die Vermutung von absichtlicher Beschädigung. Eine Analyse aus 2015, veranlasst von der Landespolizeidirektion Steiermark, ergab Spuren von Sulfat- und Nitrat- neben Chlorid-Ionen. Streusalz-Auftaumittel bestehen zumeist aus kostengünstigem Natriumchlorid, mitunter jedoch auch aus oder mit Calciumchlorid, das etwas sauer reagiert und damit korrosiver wirken kann. Auch Sulfate sind bekannte Begleitstoffe von Salz.

## Weitere Aktivitäten
Für den kommunistischen Widerstandskämpfer Franz Leitner veranstaltete der Verein zunächst eine Gedenkfeier, da ein Stolperstein für ihn ursprünglich in seiner Heimatgemeinde Wiener Neustadt geplant war. Am 27. September 2017 fand die Verlegung letztlich an seiner ehemaligen Grazer Wohnadresse (Lagergasse 29) statt.